# Disa maculata
Disa maculata là một loài thực vật có hoa trong họ Lan. Loài này được L.f. mô tả khoa học đầu tiên năm 1782.